# Auswilderung

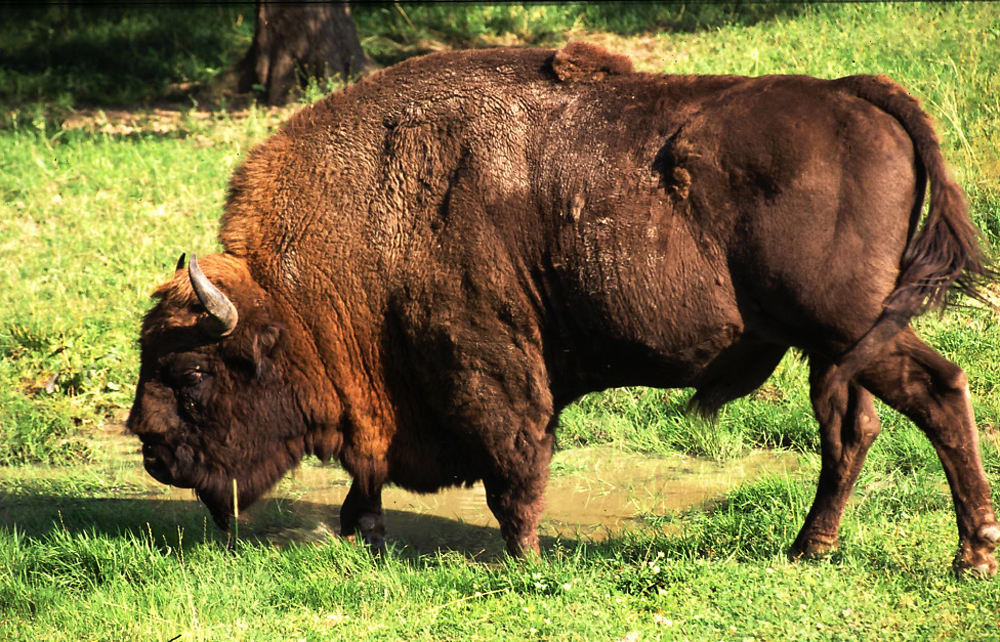
Wisentbulle im Białowieża-Nationalpark

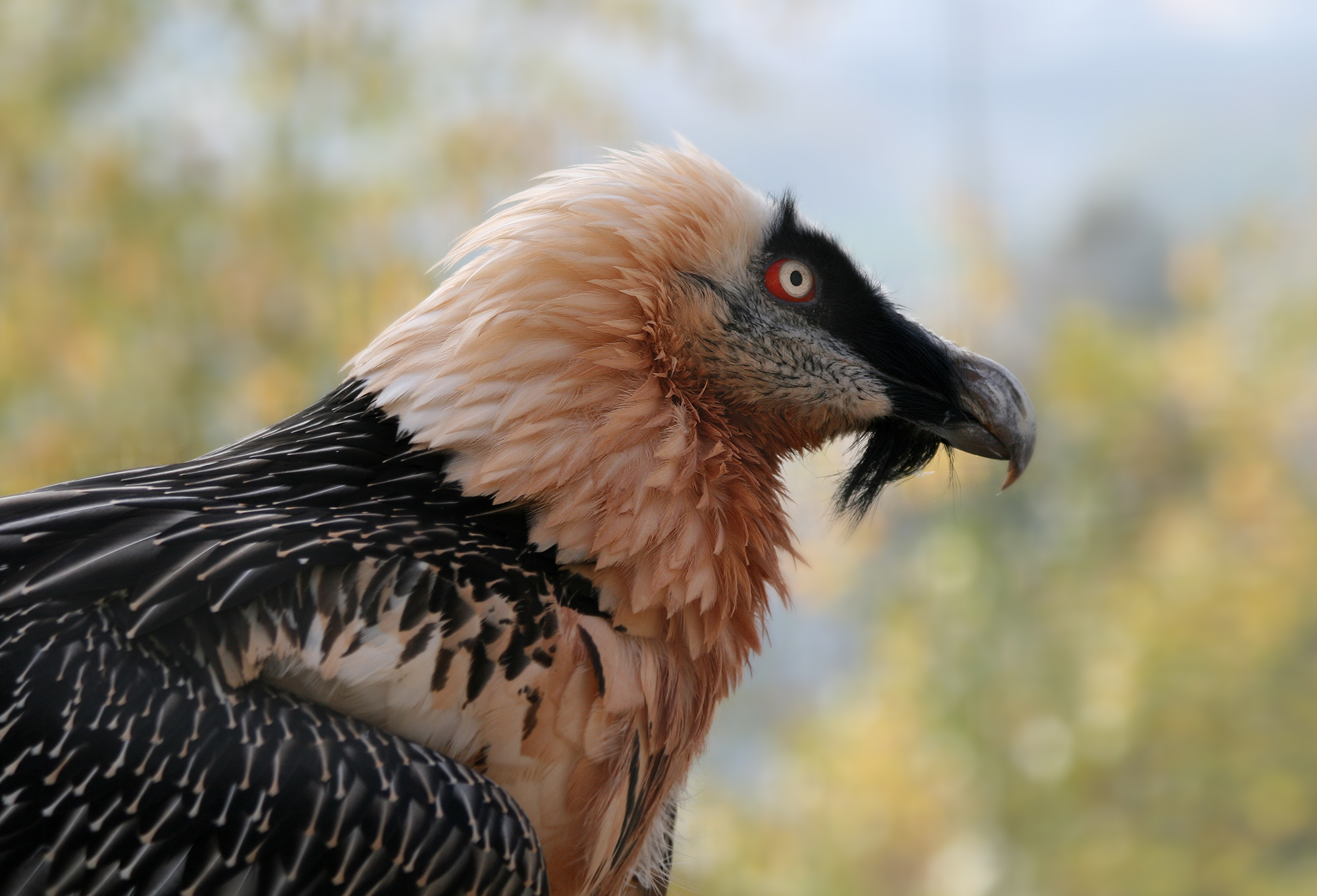
Bartgeier

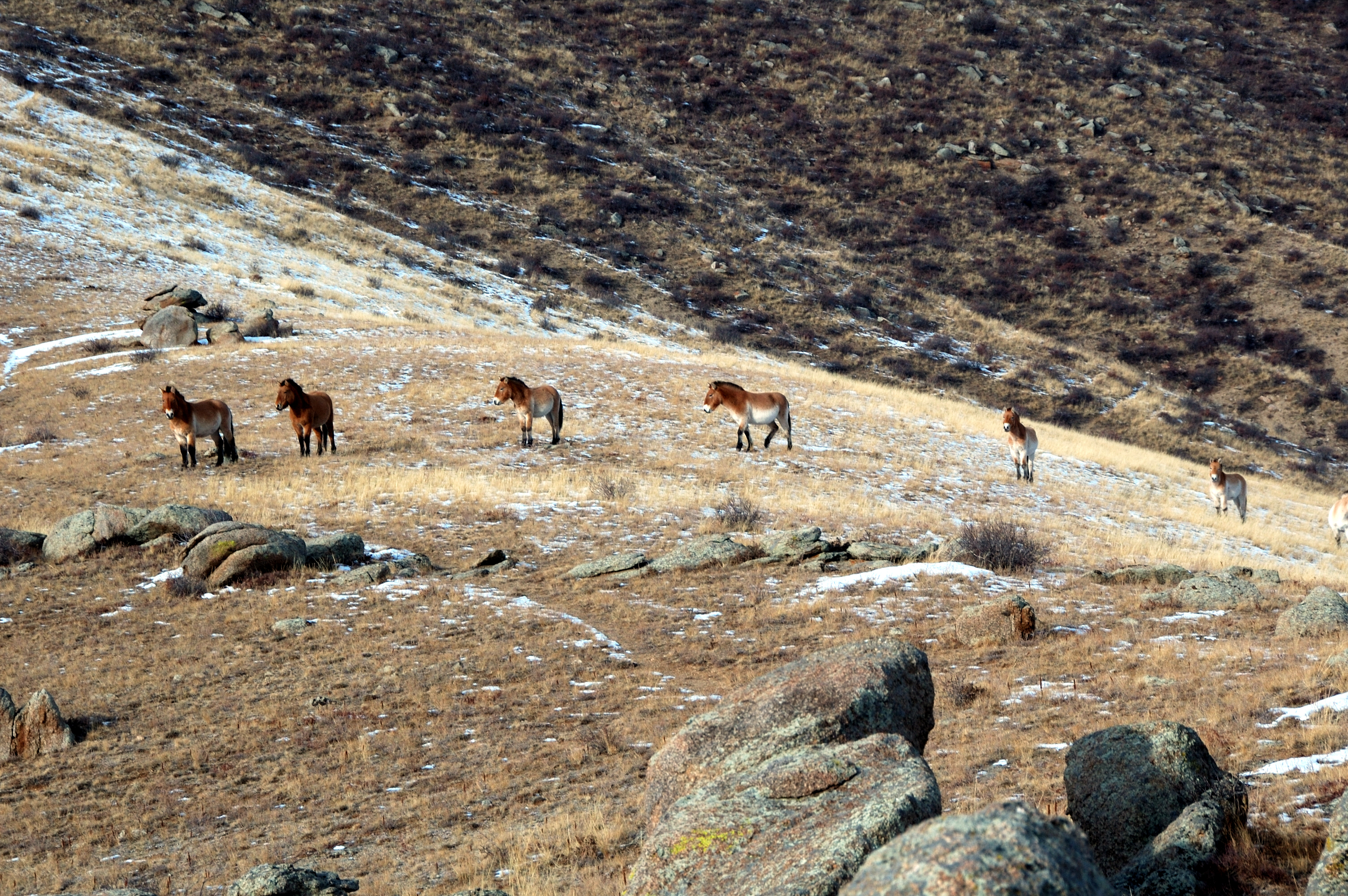
Wieder ausgewilderte Pferde in der Mongolei

Unter Auswilderung oder Ausgewöhnung versteht man den Prozess, Tiere, die in Gefangenschaft gelebt haben, wieder langsam an ein Leben in der freien Natur zu gewöhnen, mit dem Ziel einer dauerhaften Besiedelung und selbständigen Fortpflanzung. 
Bei Tieren, die in Zoos oder Wildparks geboren wurden, geschieht das meist, um bestimmte Tierarten vor dem Aussterben zu bewahren oder um die ursprüngliche Artenvielfalt wiederherzustellen. Säugetiere und Vögel sind in wesentlich stärkerem Maße, als man noch vor ein bis zwei Jahrzehnten glaubte, auf ein Lernen von den Eltern oder anderen erfahrenen Tieren angewiesen. Neben dem Erlernen bestimmter Futterquellen ist das Erkennen von Gefahren und Feinden (Beutegreifern) wichtig. Da bestimmte Tiere Traditionen ausbilden, müssen auch diese den Zootieren beigebracht werden. Bestes Beispiel ist das Erlernen bestimmter Wanderrouten einiger Zugvögel wie Gänsevögel oder Waldrappen.

## Beispiele erfolgreicher Auswilderungsprogramme
- Bartgeier in den Alpen
- Gänsegeier im französischen Zentralmassiv
- Wisente im Białowieża-Nationalpark
- Europäischer Biber in Bayern
- Europäischer Luchs in der Schweiz
- Wanderfalke in Deutschland, USA, Schweden
- Uhu in Deutschland

## Beispiele laufender Auswilderungsprojekte
- Orang-Utans auf Borneo, Indonesien
- Przewalski-Pferde in der Mongolei
- Waldrappen in Österreich und Italien sowie in Marokko
- Zwerggans in Skandinavien und Deutschland
- Europäischer Luchs im Nationalpark Harz
- Habichtskauz im Böhmerwald
- Mhorrgazelle in Nordafrika
- Wisente im nordrhein-westfälischen Rothaargebirge
- Europäische Sumpfschildkröte in Niedersachsen
- Auerhuhn in den Naturparken Niederlausitzer Heidelandschaft und Niederlausitzer Landrücken

Einen Sonderfall stellen Heckrinder in Oostvaardersplassen dar, weil es sich dabei nicht um eigentliche Wildtiere handelt, sondern um Haustiere, die man durch Dedomestikation wieder wildtierähnlich machen will.